# 신체화 장애
신체화 장애(身體化障碍, 영어: somatization disorder) 또는 신체화증후군(身體化症候群, 영어: somatizing syndrome) 또는 신체 증상 장애(somatic symptom disorder)는 아무런 내과적 이상이 없이 다양한 신체증상을 반복적으로 호소하는 질환을 말한다. 브리케 신드롬(Briquet's syndrome)이라고도 불리었다. 신체화 증후군은 수년에 걸쳐서 다양한 신체 증상을 반복적으로 호소하지만 실제 내과적으로는 아무런 이상이 없으며 신체질환이 아닌 심리적 요인이나 갈등에 의하여 나타난 것으로 판단되는 증후군이다. 30대 이전의 여성에게 자주 발생하며, 여성 100명 중 1~2명에게서 나타난다. 남성의 경우에는 드물게 나타난다.

## 원인
정신적·사회적 요인으로 환자 개인이 책임져야 할 어려운 일을 당하였거나 배우자에 대한 분노를 제대로 표현할 수 없을 때, 큰 스트레스를 받으면 발생할 수 있다.

## 증상
환자는 내과적으로 문제가 있을때와 다름없이 느껴지는 증상에 대해서 여러 진단적 검사를 받게 되지만 이러한 증상을 뒷받침할 수 있는 신체적인 질환은 발견할 수 없다. 증상은 운동마비·실명과 같은 신경과적인 증상을 비롯하여 팔다림저림이나 근육의 이상 증세, 복통과 같은 위장증상, 월경통, 불감증, 현기증 및 통증 등이 나타나고, 여기에 수반하여 불안장애·우울증·약물남용 등의 증상도 나타난다. 보통 몇 개월 동안 새로운 증상이 나타났다가 다음 몇 개월 동안은 증상이 약화되는 것이 특징이며, 그러면서 점점 신체가 쇠약해진다. 일단 이 증후군이 발생하면 증상이 전혀 없는 기간이 거의 없다.

### 사례
서울방송 다큐멘터리 궁금한 이야기 Y에는 신체화장애를 겪는 아저씨 이야기가 나온 적이 있다. 직업이 목욕탕 때밀이인 아저씨는 텔레비전만 보면 두통이 생겼다. 목욕탕에서는 텔레비전을 거의 보지 않기 때문에 일할 때만은 괜찮았지만,집에 오면 가족들이 텔레비전을 보기 때문에 두통이 생겼다. 정신과에서 상담을 한 결과는 신체화 장애였다. 집에서 아줌마와 다툼이 생겼을 때 텔레비전이 켜져 있었기 때문에, 텔레비전을 볼 때마다 아줌마와의 갈등이 생각나 두통이 생겨났던 것이다.

## 치료
치료 방법은 환자가 증상을 견딜 수 있도록 도와주고 감정을 제대로 표현하도록 배려하는 정신치료를 실시한다. 특히 환자로 하여금 이같은 장애가 정신적인 원인에 의하여 나타날 수 있다는 것을 이해시키는 것이 중요하지만 환자가 그것을 충분히 인지한다 하더라도 근본적인 해결점은 아니기에 증상은 나아지지 않는다. 증상에 따라서 항불안제·항우울제 등 약물을 투여하는 경우도 있다.
그러나 DSM-IV 진단편람의 경우, 통찰치료는 신체화 장애의 적절한 치료법이 될 수 없다고 적고 있다. 오히려 환자의 자존감을 손상시키지 않는 방법(해당 증상에 대한 치료를 제공한다)과 상담치료를 병행하는 것이 효과적일 수 있다.

## DSM
DSM-IV에서는 '신체형 장애'(somatoform disorder),신체화 장애(somatization disorder)로  DSM-5에서는 '신체 증상 장애'(somatic symptom disorder)로 표기되었다.  DSM-5에서 인위성 장애(factitious disorder)는 '신체 증상 장애'내에서 다루어진다.  신체 증상 장애에는 전환 장애 및 질병불안장애(Hypochondriasis)도 포함된다.

## 같이 보기
- 반사회적 인격장애
- 신경증